# 黑帶兵鯰
黑帶兵鯰（學名：Corydoras melanotaenia），水族市面上稱為黄金鼠，為輻鰭魚綱鯰形目美鯰科的其中一種，為熱帶淡水魚。分布於南美洲哥倫比亞梅塔河流域，體長可達5.8公分，棲息在底層水域，生活習性不明，可做為觀賞魚。

## 扩展阅读
維基物種上的相關：黑帶兵鯰